# 郝世俊
郝世俊，山西壺關縣人，清朝政治人物、進士出身。
光緒二年，登进士，任太原府教授。